# 탕이 (1988년)
탕이(중국어: 唐奕, 병음: Tang Yi, 한자음: 당혁, 1988년 1월 22일 ~ )는 중화인민공화국의 바둑 기사이다. 상하이시 출신으로 중국기원 소속의 5단이다. 전국위기개인전 여자부 2회 우승과 궁륭산 병성배, 건교배 여자바둑오픈전에서 준우승을 기록했다.

## 경력
상하이시에서 태어났다. 7세 때 아버지로부터 바둑을 처음 배웠고, 1999년 상하이시 선수권대회에서 우승을 했다. 2001년에 국가소년대에 들어가 베이징으로 이사했고, 이듬해 2002년 프로 바둑에 입단했다. 2002과 2003년 신수전 여자부에서 우승했고 2004년 2단으로 승단했다.
2005년과 2007년 후지쯔배 U-15 소년전 여자조에서 우승했고, 2005년 여자 명인전 4강에 올랐다. 2006년 전국 개인전 여자부에서 2위를 기록했다. 2007년 곽삼배 여자 정영전 결승에서 예구이를 2대 1로 꺾고 우승했으며, 전국 개인전 여자부에서도 우승했다. 원양지산배 세계 여자 오픈에 출전했고 3단으로 승단했다. 2008년 정관장배 세계여자바둑최강전에 중국 팀 소속 4번째 기사로 출전하여 2연승을 기록했다. 같은 해 제1회 월드 마인드 스포츠 게임즈 여자 단체전에서 중국 팀으로 출전하여 우승했다. 2010년  궁륭산 병성배 4강에 올랐고, 2011년 결승에서 박지은에게 패배하여 준우승에 머물렀다.